# إم جي-13
إم جي-13 (بالألمانية: MG 13) اختصار اسم بندقية آلية 13 (بالألمانية: Maschinengewehr 13) هو رشاش ألماني مبرد بالهواء، دخل الخدمة في الجيش الألماني عام 1930 وبقي حتى ظهور الرشاش الأحدث إم جي-34 حيث استبدل به فيما بيعت باقي الكمية إلى البرتغال.